# Augyles hispidulus
Augyles hispidulus is een keversoort uit de familie oevergraafkevers (Heteroceridae). De wetenschappelijke naam van de soort is voor het eerst geldig gepubliceerd in 1843 door Kiesenwetter.